# High Chaparral
High Chaparral er en western-inspireret forlystelsespark i nærheden af Kulltorp, Jönköpings län i Småland i Sverige.